# Ichthyostega
Ichthyostega (grčki: „riblji krov”) je rani rod četvoronožaca koji je živeo krajem gornjeg devonskog perioda. Pripadni ovog roda su bili među prvim četvoronožnim kičmenjacima u fosilnom zapisu. 

## Literatura
- Blom, H (2005). „Taxonomic Revision Of The Late Devonian Tetrapod Ichthyostega from East Greenland”. Palaeontology. 48 (1): 111—134. doi:10.1111/j.1475-4983.2004.00435.x.
- Westenberg, K (1999). „— From Fins to Feet”. National Geographic. 195 (5): 114—127.

- Clack, J.A. (2012). Gaining ground: the origin and evolution of tetrapods (2nd изд.). Bloomington, Indiana, USA.: Indiana University Press.